# 卡德克昌
卡德克昌（羅馬化：Kadykchan）是俄罗斯马加丹州蘇蘇曼區一座矿业市级镇。位于蘇蘇曼西北65（40英里），科累马公路通过该地。该城已于2010年被俄罗斯政府废弃，是一座名副其实的鬼城。因为人口流失， 2010年时城里已空无一人。2023年人口0人。

## 词源
土著语言鄂溫語原意为小峡谷。

## 历史
卡德克昌于1950年代初开发。为南侧的米亚温贾的阿尔卡加拉热电厂提供动力煤。采煤层深度400（1,300英尺）。
1996年煤矿爆炸导致6人死亡。政府决定关闭煤矿。人口逐渐搬走。 

## 人口历史
| 1970  | 1979  | 1986   | 1989  | 2002 | 2007 | 2010 | 2021 | 2023 |
| 3,378 | 4,764 | 10,270 | 5,794 | 875  | 227  | 0    | 1    | 0    |